# باسيل أكرم
باسيل أكرم (23 فبراير 1993 في المملكة المتحدة - ) (بالإنجليزية: Basil Akram)‏ هو لاعب كريكت بريطاني. لعب مع نادي مقاطعة هامبشاير للكريكت ‏ وLoughborough MCC University ‏.

## وصلات خارجية
- باسيل أكرم على موقع إي آس بي آن كريك إنفو (الإنجليزية)